# 細川潤一
細川 潤一（ほそかわ じゅんいち、1913年〈大正2年〉1月21日 - 1991年〈平成3年〉2月26日）は、日本の作曲家。本名：浅川 正躬。
福岡県三潴郡城島町（現・久留米市）出身。旧制三潴中学（現・福岡県立三潴高等学校）を卒業後、同郷の先輩である古賀政男に刺激を受け、作曲家を志して上京。独学でギターと作曲を勉強し、1935年（昭和10年）からキングレコード専属作曲家として数々の作品を世に出した。第二次世界大戦中の1944年（昭和19年）9月、召集を受け海軍に入隊。終戦後も作曲家として活動し、三橋美智也の楽曲を多く担当した。1991年（平成3年）2月26日死去。享年78。

## 代表曲
- 『ああ我が戦友』（昭和12年2月）［林柳波作詞、歌：近衛八郎］
- 『国境ぶし』（昭和12年2月）［横沢千秋作詞、歌：新橋みどり］
- 『マロニエの木陰』（昭和12年3月）［坂口淳作詞、歌：松島詩子］
- 『月下の吟詠』（昭和13年6月）［佐藤惣之助作詞、歌：塩まさる］
- 『母子船頭唄』（昭和13年10月）［佐藤惣之助作詞、歌：塩まさる］
- 『椿咲く島』（昭和14年2月）［長田幹彦作詞、歌：三門順子］
- 『暁の決死隊』（昭和14年3月）［佐藤惣之助作詞、歌：三門順子］
- 『日の丸馬車』（昭和14年6月）［竹田鴻作詞、歌：筑波高］
- 『涙の責任』（昭和15年3月）［西条八十作詞、歌：樋口静雄・横山郁子］
- 『上海の踊り子』（昭和15年3月）［時雨音羽作詞、歌：松島詩子］
- 『広東の踊り子』（昭和15年9月）［時雨音羽作詞、歌：松島詩子］
- 『忠義ざくら』（昭和16年4月）［南条歌美作詞、歌：三門順子］
- 『筑紫の名月』（昭和16年9月）［南条歌美作詞、歌：三門順子］
- 『船は港にいつ帰る』（昭和26年3年）［高橋掬太郎作詞、歌：岡晴夫］
- 『男涙の子守唄』（昭和31年5月）［高橋掬太郎作詞、歌：三橋美智也］
- 『一本刀土俵入り』（昭和32年4月）［高橋掬太郎作詞、歌：三橋美智也］
- 『おさげと花と地蔵さんと』（昭和32年9月）［東条寿三郎作詞、歌：三橋美智也］
- 『古城』（昭和34年7月）［高橋掬太郎作詞、歌：三橋美智也］
- 『東村山音頭』（昭和38年）［土屋忠司作詞、歌：三橋美智也・下谷二三子］
- 『多摩湖小唄』（昭和38年）［土屋忠司作詞、歌：春日八郎・大津美子］
- 『復活』（昭和49年）［永井ひろし作詞、歌：春日八郎］
- 『柳川の女』（昭和51年）［矢野亮作詞、歌：三橋美智也］
- 『重忠節』（昭和53年）［畑やわら作詞、歌：三橋美智也］
- 『火の国節』（昭和53年）［本間繁義作詞、歌：三橋美智也］
- 『父子星』（昭和55年）［横井弘作詞、歌：三橋美智也]